# André Comte-Sponville
André Comte-Sponville (París, 12 de març de 1952) és un filòsof francès. Ha estat membre del Comitè Consultiu Nacional d'Ètica Francès del 2008 al 2016.
Va estudiar a l'Escola Normal Superior de París (on va ser alumne i amic de Louis Althusser). Va ser conferenciant de la Universitat de la Sorbona, de la qual va dimitir l'any 1998 per dedicar-se exclusivament a l'escriptura i a altres conferències alienes.
Els seus filòsofs d'influència són Epicur, l'estoïcisme, Montaigne i Spinoza. Entre els contemporanis, és pròxim a Claude Lévi-Strauss, Marcel Concha i Clément Rosset. Es descriu a si mateix com a materialista, racionalista i humanista.